# Golden Globe de la meilleure mini-série ou du meilleur téléfilm

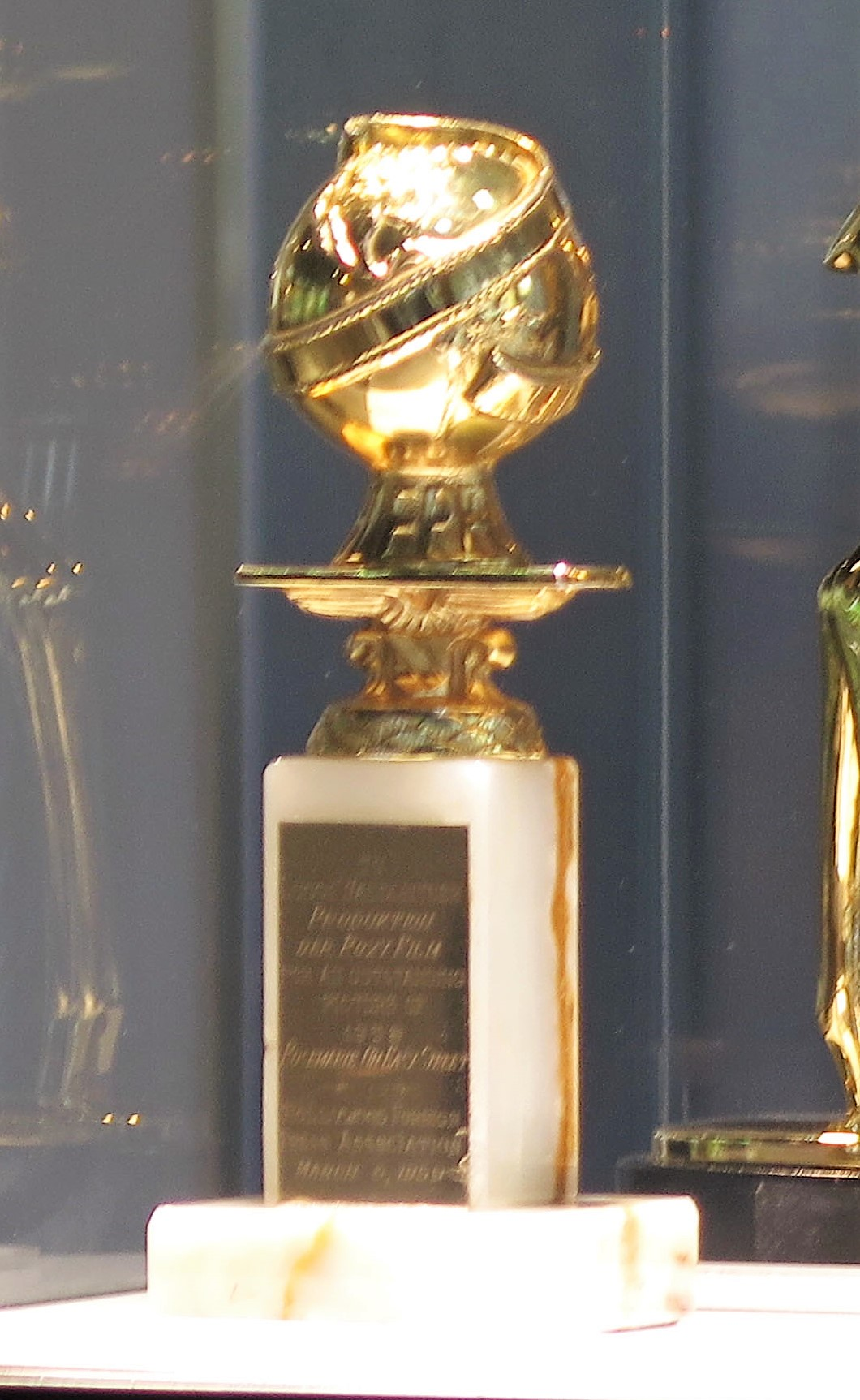
Un trophée du Golden Globe.

Le Golden Globe de la meilleure mini-série ou du meilleur téléfilm (Golden Globe Award for Best Mini-Series or Motion Picture Made for Television) est une récompense télévisuelle décernée pour la première fois en 1972 et annuellement depuis 1976 par la Hollywood Foreign Press Association.

## Palmarès

### Années 1970
De 1972 à 1981 (sauf en 1974 et 1975), la catégorie porte le nom de "Film de Télévision" (Television Movie). (La récompense avait déjà été décernée)
- 1972 : L'oie des neiges (The Snow Goose)
  - Brian's Song
  - Duel
  - La Famille des collines (The Waltons), pour l'épisode pilote "The Homecoming: A Christmas Story" (#1.0)
  - 1994: Un enfant, un seul (The Last Child)
- 1973 : That Certain Summer
  - Footsteps
  - The Glass House
  - Kung Fu, pour l'épisode pilote "La voie du Tigre, le signe du Dragon"(#1.0)
  - A War of Children
- 1974 : Non attribué
- 1975 : Non attribué
- 1976 : Babe
  - Douce captive (Sweet Hostage)
  - Guilty or Innocent: The Sam Sheppard Murder Case
  - A Home of Our Own
  - La Légende de Lizzie Borden
- 1977 : Eleanor and Franklin
  - Francis Gary Powers: The True Story of the U-2 Spy Incident
  - Amelia Earhart
  - Laissez-moi mon enfant (I Want to Keep My Baby!)
  - Sybil
  - L'Affaire Lindbergh (The Lindbergh Kidnapping Case)
- 1978 : Raid sur Entebbe (Raid on Entebe)
  - Mary White
  - Something for Joey
  - Just a Little Inconvenience
  - Mary Jane Harper Cried Last Night
- 1979 : A Family Upside Down
  - The Immigrants
  - First, You Cry
  - The Bastard
  - Ziegfeld: The Man and His Women (en)
  - A Question of Love
  - Les Quatre Filles du docteur March (Little Women)

### Années 1980
- 1980 : Hallmark Hall of Fame, pour l'épisode "All Quiet on the Western Front (#29.1)"
  - Le Roman d'Elvis (Elvis)
  - Mort au combat (Friendly Fire)
  - Miracle en Alabama
  - Like Normal People
- 1981 : The Shadow Box
  - The Ordeal of Dr. Mudd
  - Playing for Time
  - A Tale of Two Cities
  - Le Journal d'Anne Frank (The Diary of Anne Frank)

À partir de l'année 1982, la catégorie porte le nom de "Meilleure mini-série ou meilleur téléfilm" (Best Mini-Series Or Motion Picture Made for Television).
- 1982 : (ex æquo) Bill et À l'est d'Eden (East of Eden)
  - Les feux de la passion (Murder in Texas)
  - Masada
  - Loin de chez soi (A Long Way Home)
- 1983 : Retour au château (Brideshead Revisited)
  - Two of a Kind
  - Eleanor, First Lady of the World
  - In the Custody of Strangers
  - Une femme nommée Golda (A Woman Called Golda)
- 1984 : Les oiseaux se cachent pour mourir (The Thorn Birds)
  - Le souffle de la guerre (The Winds of War)
  - Who Will Love My Children? (en)
  - Kennedy
  - Heart of Steel
- 1985 : Amelia (Something About Amelia)
  - Sakharov
  - Les Poupées de l'espoir (The dollmaker)
  - Un tramway nommé désir (A Streetcar Named Desire)
  - Autopsie d'un crime (The Burning Bed)
- 1986 : Le Joyau de la couronne (The Jewel in the Crown)
  - Do You Remember Love
  - Un printemps de glace (An Early Frost)
  - Mort d'un commis voyageur (Death of a Salesman)
  - Amos
- 1987 : Hallmark Hall of Fame, pour l'épisode "Promise" (#36.1)
  - Pierre le Grand (Peter The Great)
  - Christmas Dove
  - Nobody's Child
  - Anastasia (Anastasia: The Mystery Of Anna)
  - Unnatural Causes
- 1988 : (ex æquo) Les Rescapés de Sobibor (Escape from Sobibor) et Barbara Hutton, destin d'une milliardaire (en) (Poor Little Rich Girl: The Barbara Hutton Story)
  - Rendez-moi mes enfants (After the Promise )
  - Hallmark Hall of Fame, pour l'épisode "Foxfire".
  - L'emprise du mal (Echoes in the Darkness)
- 1989 : Les Orages de la guerre (War and Remembrance)
  - Hemingway
  - Le meurtre de Mary Phagan (The Murder of Mary Phagan)
  - Hallmark Hall of Fame, pour l'épisode "The Tenth Man (#38.1)"
  - Jack l'Éventreur (Jack The Ripper)

### Années 1990
- 1990 : Lonesome Dove
  - On a tué mes enfants (Small Sacrifices)
  - Le Combat de Jane Roe (Roe vs. Wade)
  - I Know My First Name Is Steven
  - Hallmark Hall of Fame, pour l'épisode "My Name Is Bill W. (#38.3)"
- 1991 : Decoration Day
  - Family of Spies
  - Le Fantôme de l'Opéra (The Phantom of the Opera)
  - The Kennedys of Massachusetts
  - Hallmark Hall of Fame, pour l'épisode "Caroline? (#39.3)"
- 1992 : La Guerre de Mary Lindell (One Against the Wind)
  - Separate But Equal
  - La Nouvelle Vie de Sarah (Sarah, Plain and Tall)
  - The Josephine Baker Story
  - In a Child's Name
- 1993 : Sinatra
  - Citizen Cohn
  - Joyaux (Danielle Steel's Jewels)
  - Miss Rose White
  - Staline
- 1994 : Les Requins de la finance (Barbarians at the Gate)
  - Les Soldats de l'espérance (And The Band Played On)
  - Columbo dans "Meurtre aux deux visages" (It's All In The Game)
  - Gypsy
  - Heidi
- 1995 : The Burning Season
  - Le Crépuscule des aigles (Fatherland)
  - Le Retour au pays natal (The Return of the Native)
  - Roswell, le mystère (Roswell)
  - Les rapides de la mort (White Mile)
- 1996 : Le Silence des innocents (Indictment: The McMartin Trial)
  - Citizen X
  - Les Chroniques de Heidi (The Heidi Chronicles)
  - Les Galons du silence (Serving in Silence: The Margarethe Cammermeyer Story)
  - Truman
- 1997 : Raspoutine (Rasputin: Dark Servant of Destiny)
  - Le Crime du siècle (Crime of the Century)
  - Gotti
  - L'Amérique aux deux visages (Hidden in America)
  - If These Walls Could Talk
  - Les Orages d'un été (Losing Chase)
- 1998 : George Wallace
  - Douze hommes en colère (12 Angry Men)
  - Don King: Only in America
  - Miss Evers' Boys
  - L'Odyssée (The Odyssey)
- 1999 : De la Terre à la Lune (From the Earth to the Moon)
  - The Baby Dance
  - Femme de rêve (Gia)
  - Merlin
  - The Temptations

### Années 2000
- 2000 : RKO 281
  - Dash and Lilly
  - Dorothy Dandridge, le Destin d'une Diva (Introducing Dorothy Dandridge)
  - Jeanne d'Arc (Joan of Arc)
  - Witness Protection
- 2001 : Dirty Pictures
  - Point limite (Fail Safe)
  - For Love or Country: The Arturo Sandoval Story
  - Nuremberg
  - On the Beach
- 2002 : Frères d'armes (Band of Brothers)
  - Anne Frank (Anne Frank: The Whole Story)
  - Conspiration (Conspiracy)
  - Judy Garland, la vie d'une étoile (Life with Judy Garland: Me and My Shadows)
  - Bel Esprit (Wit)
- 2003 : Pour l'amour d'un empire (The Gathering Storm)
  - En direct de Bagdad (Live from Baghdad)
  - Path to War
  - Disparition (Taken)
  - Shackleton
- 2004 : Angels in America
  - Ma maison en Ombrie (My House in Umbria)
  - Normal
  - Soldier's Girl
  - The Roman Spring of Mrs. Stone
- 2005 : Moi, Peter Sellers (The Life and Death of Peter Sellers)
  - American Family : Journey of Dreams
  - Volonté de fer (Iron Jawed Angels)
  - Le Lion en hiver (The Lion in Winter)
  - La création de Dieu (Something the Lord Made)
- 2006 : Empire Falls
  - Into the West
  - Lackawanna Blues
  - Sleeper Cell
  - Blackpool
  - Warm Springs
- 2007 : Elizabeth I
  - Bleak House
  - Broken Trail
  - Mme Harris (Mrs. Harris)
  - Suspect numéro 1 (Prime Suspect: The Final Act)
- 2008 : Longford
  - Bury My Heart at Wounded Knee
  - The Company
  - Cinq jours (Five Days)
  - Affaires d'États (The State Within)
- 2009 : John Adams
  - Bernard et Doris (Bernard and Doris)
  - Cranford
  - A Raisin in the Sun
  - Recount

### Années 2010
- 2010 : Grey Gardens
  - Georgia O'Keeffe
  - Into the Storm
  - La Petite Dorrit (Little Dorrit)
  - Taking Chance
- 2011 : Carlos
  - The Pacific
  - Les Piliers de la Terre (The Pillars of the Earth)
  - Temple Grandin
  - La Vérité sur Jack (You Don't Know Jack)
- 2012 : Downton Abbey
  - Cinema Verite
  - The Hour
  - Mildred Pierce
  - Too Big to Fail : Débâcle à Wall Street (Too Big to Fail)
- 2013 : Game Change
  - The Girl
  - The Hour
  - Hatfields and McCoys
  - Political Animals
- 2014 : Ma vie avec Liberace (Behind the Candelabra)
  - American Horror Story: Coven
  - Dancing on the Edge
  - Top of the Lake
  - The White Queen
- 2015 : Fargo
  - The Missing
  - The Normal Heart
  - Olive Kitteridge
  - True Detective
- 2016 : Wolf Hall
  - American Crime
  - American Horror Story: Hotel
  - Fargo
  - Flesh & Bone
- 2017 : The People v. O. J. Simpson: American Crime Story
  - American Crime
  - The Dresser
  - The Night Manager
  - The Night Of
- 2018 : Big Little Lies
  - Fargo
  - Feud (Feud: Bette and Joan)
  - The Sinner
  - Top of the Lake: China Girl
- 2019 : The Assassination of Gianni Versace: American Crime Story
  - L'Aliéniste (The Alienist)
  - Escape at Dannemora
  - Sharp Objects
  - A Very English Scandal

### Années 2020
- 2020 : Chernobyl
  - Catch-22
  - Fosse/Verdon
  - The Loudest Voice
  - Unbelievable
- 2021 : Le Jeu de la dame
  - Normal People
  - Small Axe
  - The Undoing
  - Unorthodox
- 2022 : The Underground Railroad
  - Dopesick
  - American Crime Story : Impeachment
  - Maid
  - Mare of Easttown
- 2023 : The White Lotus
  - Black Bird
  - Monstre
  - The Dropout
  - Pam and Tommy
- 2024 : Acharnés (Beef)
  - Toute la lumière que nous ne pouvons voir (All the Light We Cannot See)
  - Daisy Jones and The Six
  - Fargo
  - Fellow Travelers
  - Lessons in Chemistry
- 2025 : Mon petit renne (Baby Reindeer)
  - Disclaimer
  - Monstres : L'Histoire de Lyle et Erik Menéndez (Monsters: The Lyle and Erik Menendez Story)
  - Ripley
  - The Penguin
  - True Detective: Night Country